# 펜패드

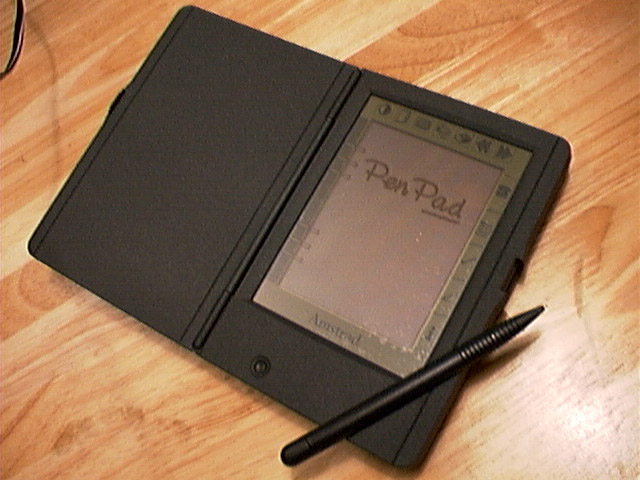
암스트래드 펜패드 PDA600

펜패드(PenPad)라는 용어는 1980년대와 1990년대에 여러 회사에서 여러 펜 컴퓨팅 제품의 제품 이름으로 사용되었다. 최초의 제품은 PenPad M200 필기 단말기, PenPad M320 MS-DOS 및 기타 개인용 컴퓨터용 필기/제스처 인식 태블릿과 같은 Pencept의 펜패드 시리즈 제품이었다.
제품 이름에 펜패드라는 용어를 사용하는 다른 공급업체로는 암스트래드 및 도시바가 있다.
암스트래드 펜패드는 필기 펜 입력 기능을 갖춘 초기 휴대용 개인 디지털 비서였으며 애플 뉴턴의 경쟁자였다. 이는 개인용 컴퓨팅 분야에 성공적으로 참여해 온 영국의 전자 회사인 암스트래드가 영국과 유럽의 휴대용 기기 시장을 장악하려는 시도였다.

## 같이 보기
- 펜 컴퓨팅
- 태블릿 컴퓨터